# Ádám Varga (cầu thủ bóng đá)
Ádám Varga (sinh 12 tháng 2 năm 1999 ở Budapest) là một cầu thủ bóng đá Hungary hiện tại thi đấu cho Ferencváros.

## Sự nghiệp

### Ferencvárosi TC
Varga ký hợp đồng chuyên nghiệp đầu tiên cùng với Ferencváros ngày 22 tháng 6 năm 2015.

## Danh hiệu

### Ferencvárosi TC
- OTP Bank Liga: 2015-16 [2]
- Magyar Kupa: 2015-16 [3]
- Magyar Szuperkupa: 2015 [4]

## Thống kê câu lạc bộ
| Câu lạc bộ          | Mùa giải | Giải vô địch | Giải vô địch | Cúp     | Cúp       | Châu Âu | Châu Âu   | Tổng    | Tổng      |
| Câu lạc bộ          | Mùa giải | Số trận      | Bàn thắng    | Số trận | Bàn thắng | Số trận | Bàn thắng | Số trận | Bàn thắng |
| ------------------- | -------- | ------------ | ------------ | ------- | --------- | ------- | --------- | ------- | --------- |
| Ferencváros II      |          |              |              |         |           |         |           |         |           |
| 2016–17             | 24       | 0            | 0            | 0       | 0         | 0       | 24        | 0       |           |
| Tổng                | 24       | 0            | 0            | 0       | 0         | 0       | 24        | 0       |           |
| Tổng cộng sự nghiệp |          | 24           | 0            | 0       | 0         | 0       | 0         | 24      | 0         |

Cập nhật theo các trận đấu đã diễn ra tính đến ngày 6 tháng 7 năm 2017.